# Tŷ Newydd
Tŷ Newydd (auch Tŷ Nevyd genannt) ist ein Dolmen bei Llanfaelog auf der Insel Anglesey in Wales.
Tŷ Newydd ist eine ursprünglich mit einem Erd- oder Steinhügel bedeckte, gestörte Megalithanlage auf einem natürlichen Felsvorsprung. Der rissige Deckstein ruht auf drei der vier verbliebenen Tragsteine. Er misst 4,0 × 1,8 m und ist bis zu 1,2 m dick. Die Kammer misst 2,8 × 1,2 m. Die Fläche wurde anhand der Verbreitung von Holzkohle mit einem Herd am östlichen Ende definiert, wo eine zweite Kammer oder der Gang lagen. 
In der 1936 von Charles Phillips ausgegrabenen Anlage wurden Gegenstände aus der Bronzezeit gefunden, die eine spätere Nutzung dieser neolithischen Anlage darstellen. Die Funde bestanden aus fünf Abschlägen, einer verbrannten Pfeilspitze, einem kleinen Stück einer polierten Feuersteinaxt und neun kleinen Tonscherben. Ch. Phillips glaubt, dass die Keramikfragmente zur Glockenbecherkultur gehören. 
Kleine Betonpoller markieren den ehemaligen Hügelumfang. 
Barclodiad y Gawres ist eine nahegelegene Megalithanlage zwischen Rhosneigr und Aberffraw. Der Bodfeddan Stone ist ein frühmittelalterlicher Gedenkstein an der Ostseite der A 4080. 